# Hôtel particulier
Hôtel particulier (francosko: [otɛl paʁtikylje])  je velika mestna palača ali dvorec. Medtem ko je bil navaden maison (hiša) zgrajen kot del niza, ki si deli stene s hišami na obeh straneh in je gledal neposredno na ulico, je bil hôtel particulier pogosto prostostoječ in je bil do 18. stoletja vedno postavljen v entre cour et jardin – med cour d'honneur (vhodno dvorišče) in vrtom zadaj. V mnogih velikih francoskih mestih so hôtel particulier.

## Etimologija in pomen
Beseda hôtel predstavlja staro francosko besedo za hostel iz latinske hospitālis »ki se nanaša na goste«, iz hospes, tujec, torej gost. Pridevnik particulier pomeni »oseben« ali »zaseben«.
Angleška beseda hotel je razvila bolj specifičen pomen kot komercialna stavba, ki sprejema popotnike; tudi sodobna francoščina in drugi jeziki uporabljajo hôtel v tem pomenu. Na primer, Hôtel de Crillon na Place de la Concorde je bil zgrajen kot hotel particulier in je danes javni hotel.
V francoščini je hôtel de ville ali mairie mestna hiša in ne hotel. Drugi uradni organi bi lahko dali tako ime stavbi, v kateri so imeli sedež: poleg Pariza ima še več drugih francoskih mest Hôtel de Cluny (danes Musée de Cluny), ki ga vzdržuje opatija Cluny (opatija). Hôtel de Sens je bil zgrajen kot pariška rezidenca nadškofa Sensa. Hôtel de Bourgogne v Parizu je bilo gledališče, ime pa je dobil po nekdanji pariški rezidenci burgundskih vojvod na tem mestu. Hôtel de la Marine, ki je danes muzej, je prevzel svoje ime, ko je stavba postala pomorsko ministrstvo.
Hôtel-Dieu ("božji hostel") je staro ime za glavno bolnišnico v francoskih mestih (in tistih v Quebecu), kot je Hôtel-Dieu de Beaune. Hôtel des Invalides v Parizu ohranja svoj zgodnji občutek bolnišnice za vojne ranjence.

## Tipi in razvoj
Tipološka osnovna oblika Hôtel particulier temelji na modelu Grand Hôtel de Ferrare iz let 1544-1546, ki ga je oblikoval Sebastiano Serlio za Hippolyta II. d’Este, tistega, ki je bil povezani z družino Valois po poroki in kardinal Ferrare, in bil v prijateljskih odnosih s kraljem  Francem I..Ta je za več kot dve stoletji postala model mestne hiše za privilegirane člane stanov v Franciji. Ta vrsta stavb se je začela v Parizu in se je razvila v 16. in 17. stoletju. V 18. stoletju je hôtel particulier postal evropski model elegantne meščanske hiše.
V arhitekturi se izraz uporablja ne le za funkcionalni opis, ampak tudi za tipološki opis ureditve stavbne celote.
Prvotni osnovni princip je skupina treh stavb v obliki črke U. Srednji del stavbe se je imenoval Corps de Logis. V 18. stoletju so ta del trikrilne stavbe imenovali tudi palača. Ta osrednja stavba povezuje traktne stavbe na obeh straneh. Skupaj s treh strani zapirajo Cour d'Entrée. V 18. stoletju so prvotno trikrilno stavbo dozidali še eno stavbo in zaprli dvorišče proti ulici. Dostop je skozi osrednja vrata. Vrt je običajno mejil na zadnji del corps de logis.
Notranja struktura hôtel particulier ustreza formalni in simetrični zasnovi ter združevanju stavb. Reprezentativni prostori so praviloma v srednjem glavnem traktu, corps de logis. Stranski krili, ki sta pogosto ožji in zrcalno razporejeni, sta služili za bivalne in spalne prostore, stanovanja privées gospe in gospodarja. V četrtem, proti ulici obrnjenem traktu, ki je bil prizidan pozneje, so bili običajno podrejeni in gospodarski prostori kot hlev ali kuhinja.
Poleg številnih sprememb v poudarjenosti in razvoju prostorov v dolgem obdobju, v katerem je obstajala tovrstna stavba, je bila ena temeljnih sprememb v začetku 18. stoletja uvedba drugega tipa stanovanj. Državnemu stanovanju (Appartement de parade), ki se je uporabljalo za ceremonialne namene, in zasebnemu stanovanju, ki se je uporabljalo za umik (Appartement privé), ki je bilo v 18. stoletju znano kot Apartment de comodité in razširjeno s kopalnicami (Appartement de Bains), sta se pridružila socialno stanovanje (Appartement de société). Bilo je za družabno zabavo.
V Parizu, predvsem v okrožjih Marais, Faubourg Saint-Honoré in Faubourg Saint-Germain, se je ohranilo veliko število teh umetnostno-zgodovinsko pomembnih mestnih rezidenc od poznega 15. do 18. stoletja. Okrožje Marais je postalo sprejemljivo v 17. stoletju, potem ko je kralj Henrik IV. postavil mestni poudarek s Place des Vosges.
V drugi polovici 17. stoletja je opaziti nasprotni razvoj: z naraščajočim razvojem absolutistične monarhije je bilo plemstvo postavljeno na svoje mesto in se je vzdržalo demonstrativnega razkazovanja položaja in bogastva. Plemstvo se je naselilo v večjih kompleksih, kot je Place Vendôme. Izjema so bili kraljevi sorodniki.
V 18. stoletju je bilo ponovno zgrajenih več mestnih palač, vendar zdaj predvsem v zahodnih okrožjih Faubourg Saint-Germain in Faubourg Saint-Honoré, ki sta bili takrat na obrobju mesta. Na zunaj zadržane stavbe, znotraj pa se razveselijo igrivega rokokoja.

## Primeri

### V Aix-en-Provence
- Hôtel d'Arbaud-Jouques
- Hôtel de Boisgelin
- Hôtel Boyer de Fonscolombe
- Hôtel de Caumont
- Hôtel de Forbin
- Hôtel de Gantès
- Hôtel de Grimaldi-Régusse
- Hôtel du Poët
- Hôtel Silvy
- Hôtel de Simiane
- Hôtel de Valbelle
- Hôtel de Villeneuve d'Ansouis

### V Beaucaire
- Hôtel de Clausonnette
- Hôtel de Linage
- Hôtel de Margallier

### V Bloisu
- Hôtel d'Alluye

### V Bordeauxu
- Palais Rohan
- Hôtel de Laubardemont
- Hôtel de Ragueneau
- Hôtel Copmartin
- Hôtel de l'Intendance
- Hôtel de Saige
- Hôtel Nairac
- Hôtel de Lalande
- Hôtel Bonnaffé
- Hôtel Gradis
- Hôtel Victoria
- Château Labottière
- Petit hôtel Labottière
- Hôtel Leberthon
- Hôtel de Poissac
- Hôtel de Basquiat
- Hôtel Saint-Marc
- Hôtel Fenwick
- Hôtel Frugès

### V Parizu
- Hôtel de Soubise
- Hôtel Salomon de Rothschild
- Hôtel Lambert
- Hôtel Matignon
- Hôtel de Sens
- Hôtel de Rambouillet
- Hôtel Biron
- Hôtel d'Evreux
- Hôtel de Cluny
- Hôtel Carnavalet
- Hôtel de Salm
- Hôtel Grimod de La Reynière
- Hôtel Jacquemart-André
- Hôtel de Marigny
- Hôtel de Lauzun
- Hôtel de Beauvais
- Hôtel de Boisgelin

### V Rennesu
- Hôtel de Blossac

### V Toulousu
- Hôtel d'Assézat
- Hôtel d'Astorg et de Saint-Germain
- Hôtel de Bagis
- Hôtel de Bernuy
- Hôtel de Boysson-Cheverry
- Hôtel de Brucelles
- Hôtel de Buet
- Hôtel Dahus
- Hôtel Dumay
- Hôtel de Felzins
- Hôtel Jean de Pins
- Hôtel de La Mamye
- Hôtel Mansencal
- Hôtel Thomas de Montval
- Hôtel d'Ulmo
- Hôtel du Vieux-Raisin

## Galerija
- Hôtel de Guénégaud v Parizu.
- Hôtel Prouvost v Roubaix, Francija.
- Hôtel de Caumont v Aix-en-Provence.
- Hôtel d'Assézat vToulouse.
- Hôtel de Saint-Aignan v Parizu.
- Hôtel Dahus v Toulouse.
- Palais Rohan, Bordeaux
- Hôtel de Lalande, Bordeaux.